# Susana González
Susana González (Zacatecas, Mexikó 1973. október 2. –) mexikói színésznő.

## Magánélete
Két gyermeke van jelenlegi élettársától, Luis Elíastól: Santiago Elías González és Susana Elías González.

## Filmográfia

### Film
- Atómica: Chica Podium (1998) (Debütáló film)
- ¡Que vivan los muertos: (1998) (Ismeretlen szerep)
- Silencio profundo: (2003) (Ismeretlen szerep)
- Al otro lado: (2004) (Caridad/ Angel édesanyja)
- Cicatrices: (2005) (Diana)
- Chinango: (2009) (Sofía)

### Televízió
- Baila comnigo: Ismeretlen szerep (1992)
- Sentimientos ajenos: Norma (1996)
- María Isabel: Elisa (1997) (Magyar hang: Horváth Lili)
- ¿Qué nos pasa?: Ismeretlen szerep (1998)
- Preciosa: Felina (1998)
- Gotita de amor: Naida (1998)
- Cuento de Navidad: Mini (1999)
- Amor gitano: Zokka (1999)
- Mujeres engañadas: Ivette (1999–2000)
- Rayito de luz: Ismeretlen szerep (2000)
- Szeretők és riválisok: Ángela (2001) (Magyar hang: Náray Erika)
- Entre el amor y el odio: Ana Cristina Robles (2002)
- Velo de novia: Andrea Paz (2003)
- Hospital el paísa: Lucía Gordíllo (2004)
- El Amor no Tiene Precio: Maria Liz González (2005)
- Heridas de amor: Liliana López-Reyna (2006)
- Pasión: Camila Darién (2007)
- S.O.S.: Sexo y otros secretos: Tania (2007–2008)
- Mujeres asesinas: Tere (2009)
- Los simuladores: Beatriz Herrera (2009)
- Los exitosos Pérez: Alexandra "Alex" Rinaldi (2009–2010)
- Para volver a amar: Doménica Mondragón (2010–2011)
- Megkövült szívek: Cynthia Montero Báez (2011–2012) (Magyar hang: Kisfalvi Krisztina)
- Amores verdaderos: Beatriz Guzmán Trejo (2012–2013)
- Por siempre mi amor: Isabel López Cerdán de De la Riva (2013–2014)
- A múlt árnyéka: Roberta Lozada Torres de Alcocer (2014–2015) (Magyar hang: Dögei Éva / Farkasinszky Edit)
- Szeretned kell!: Julia Vallado de Gómez Luna (2015–2016) (Magyar hang: Mezei Kitty)
- La candidata: Cecilia Aguilar / Cecilia Bárcenas Aguilar (2016–2017)
- Victoria: Isadora Duncan (2017) (Magyar hang: Pap Katalin)
- Mi marido tiene familia: Susana Córcega Díaz (2018–2019)
- Imperio de mentiras: Renata Cantú Robles (2020–2021)
- Mi fortuna es amarte: Natalia Robles García (2021–2022)
- Mi camino es amarte: Daniela Gallardo Cáceres (2022–2023)
- Tu vida es mi vida: Paula Lugo Navarro (2024)

## Díjak és jelölések
ACE-díj
| Év   | Kategória                    | Telenovella   | Eredmény |
| ---- | ---------------------------- | ------------- | -------- |
| 2004 | Legjobb televíziós színésznő | Velo de novia | Nyertes  |

TVyNovelas-díj
| Év   | Kategória                  | Telenovella             | Eredmény |
| ---- | -------------------------- | ----------------------- | -------- |
| 2016 | Legjobb női mellékszereplő | La sombra del pasado    | Nyertes  |
| 2014 | Legjobb női mellékszereplő | Amores verdaderos       | Nyertes  |
| 2008 | Legjobb női főszereplő     | Pasión                  | Jelölés  |
| 2004 | Legjobb női főszereplő     | Velo de novia           | Jelölés  |
| 2002 | Legjobb női felfedezett    | Entre el amor y el odio | Nyertes  |

People en Español-díj
| Év   | Kategória                  | Telenovella          | Eredmény |
| ---- | -------------------------- | -------------------- | -------- |
| 2012 | Legjobb női mellékszereplő | La que no podía amar | Nyertes  |